# スーパーラグビーAU
スーパーラグビーAU（英語: Super Rugby AU）は、スーパーラグビーの特別大会（オーストラリア地域大会）。コロナ禍でスーパーラグビーが中断していた2020年・2021年の2シーズンのみ開催された。

## 概要
2020年、コロナ禍の影響でスーパーラグビーが中断された。その後、ニュージーランドに続き、7月3日にオーストラリアでも再開。なおサンウルブズも参加が計画されたが、渡航問題で断念した。
2021年も実施された。大会終了後に、スーパーラグビー・アオテアロアに参加するニュージーランドの5チームとの交流対抗戦、スーパーラグビー・トランスタスマンが設けられた。スーパーラグビーAUとしては同シーズン限りで終了した。
2022年からはスーパーラグビー・パシフィックのオーストラリアカンファレンスに形を変え、新たにフィジーを本拠地とするフィジアン・ドゥルアが加盟し6チームとなる。リーグ戦は、ニュージーランドカンファレンスの6チームを含めた12チームによる変則総当たり（1回総当たり+自カンファレンスの特定3チームとの総当たりの計14試合）を行い、上位8チームがプレーオフに進出する。

## 参加チーム
2017年以来、3シーズンぶりにウェスタン・フォースがスーパーラグビーに復帰。
- ブランビーズ
- レッズ
- レベルズ
- ワラターズ
- ウェスタン・フォース

## 成績
プレーオフ決勝結果
- 2020シーズン: ブランビーズ（公式戦1位） 28-23 レッズ（公式戦2位）[8]
- 2021シーズン: レッズ（公式戦1位） 19-16 ブランビーズ（公式戦2位）[9]

## 日本でのテレビ放送
2020シーズンはJSPORTSで注目試合を放送、JSPORTSオンデマンドで全試合を配信。
2021シーズンはWOWOWオンデマンドで全試合を配信。